# شاين سباركس
شاين سباركس (بالإنجليزية: Shane Sparks)‏ هو مصمم رقص أمريكي، ولد في 25 يونيو 1969 في سينسيناتي في الولايات المتحدة.